# Nazim Azman

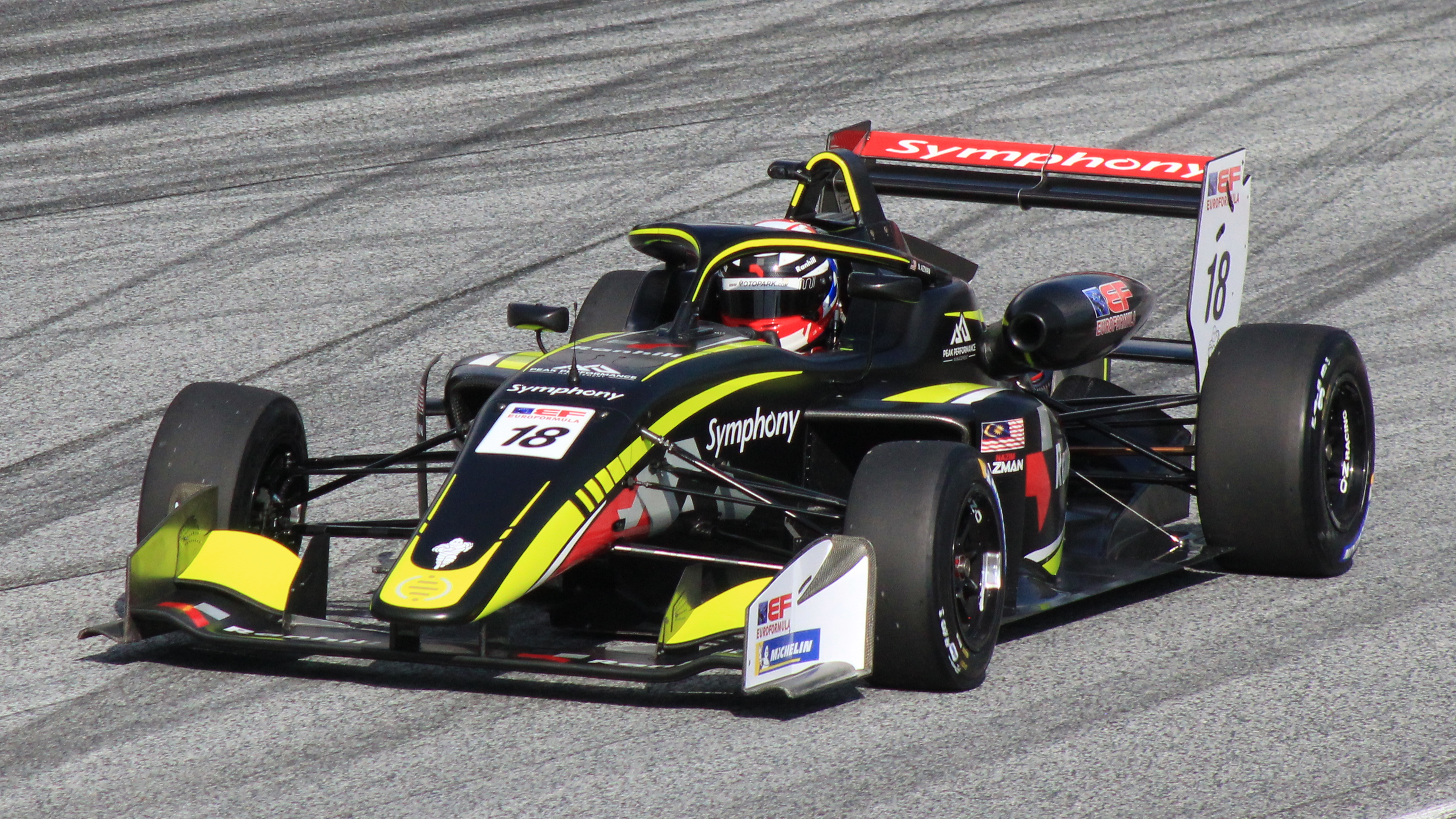
Nazim Azman op de Red Bull Ring in 2021

Nazim Azman (Kuala Lumpur, 17 augustus 2001) is een Maleisisch autocoureur.

## Carrière
Azman begon zijn autosportcarrière in het karting in 2012. Dat jaar won hij de MicroMax-klasse van de Maleisische Rotax Max Challenge en werd hij derde in de Aziatische Rotax Max Challenge. In 2013 stapte hij over naar Europese kampioenschappen, waarin hij derde werd in de ROK Cup International Final.
In 2016 maakte Azman de overstap naar het formuleracing, toen hij zijn Formule 4-debuut maakte in het Zuidoost-Aziatische Formule 4-kampioenschap tijdens het eerste raceweekend op het Sepang International Circuit, waarin hij een podiumplaats behaalde. In 2017 kwam hij uit in het Spaanse Formule 4-kampioenschap voor MP Motorsport. Hij miste weliswaar het eerste weekend, maar behaalde in het daaropvolgende weekend op het Circuito de Navarra direct zijn beste resultaten met twee vijfde plaatsen. Met 35 punten werd hij elfde in de eindstand. Dat jaar reed hij ook een raceweekend in zowel het SMP Formule 4-kampioenschap voor MP in het laatste weekend op het TT-Circuit Assen en in de Formula Masters China voor Eurasia Racing op het Zhuhai International Circuit.
In de winter van 2017 op 2018 reed Azman in twee kampioenschappen. Hij kwam uit in de MRF Challenge, waarin een vijfde plaats op het Yas Marina Circuit zijn beste resultaat was en hij met 27 punten dertiende werd. Daarnaast keerde hij terug in de Zuidoost-Aziatische Formule 4, waarin hij in drie van de vijf raceweekenden deelnam en een overwinning behaalde op zowel Sepang als het Chang International Circuit. Met 205 punten werd hij vierde in deze klasse. Vervolgens kwam hij uit in zowel de Italiaanse als de Spaanse Formule 4 voor respectievelijk Jenzer Motorsport en Drivex, alhoewel hij in het tweede kampioenschap na een weekend terugkeerde bij MP. In het Italiaanse kampioenschap was een zevende plaats op het Misano World Circuit Marco Simoncelli zijn beste resultaat en werd hij met 17 punten zeventiende in de eindstand. In het Spaanse kampioenschap behaalde hij acht podiumplaatsen en werd hij met 179 punten vierde in het klassement.
In 2019 maakte Azman zijn Formule 3-debuut in het BRDC Britse Formule 3-kampioenschap bij Chris Dittmann Racing. Hij eindigde regelmatig in de top 10 en behaalde tegen het einde van het seizoen twee overwinningen op Brands Hatch en Donington Park. Met 236 punten werd hij elfde in het eindklassement.
In 2020 bleef Azman actief in de Britse Formule 3, maar stapte hij over naar het team van Carlin. Hij behaalde in totaal acht podiumplaatsen, inclusief overwinningen op Brands Hatch en Donington. Met 370 punten verbeterde hij zichzelf naar de vijfde plaats in het kampioenschap.
In 2021 stapte Azman over naar de Euroformula Open, waarin hij uitkwam voor het team CryptoTower Racing. Hij won een race op de Red Bull Ring en stond in de rest van het seizoen in nog zes races op het podium. Met 262 punten werd hij achter Cameron Das, Louis Foster en Jak Crawford vierde in de eindstand.
In 2022 debuteerde Azman in het FIA Formule 3-kampioenschap, waarin hij uitkwam voor het team Hitech Grand Prix. Tijdens het seizoen kwam hij nooit verder dan een zestiende plaats, die hij driemaal wist te behalen. Hij eindigde puntloos op plaats 32 in het klassement.